# Séléniate de zinc
Le séléniate de zinc est un composé chimique de formule ZnSeO4.

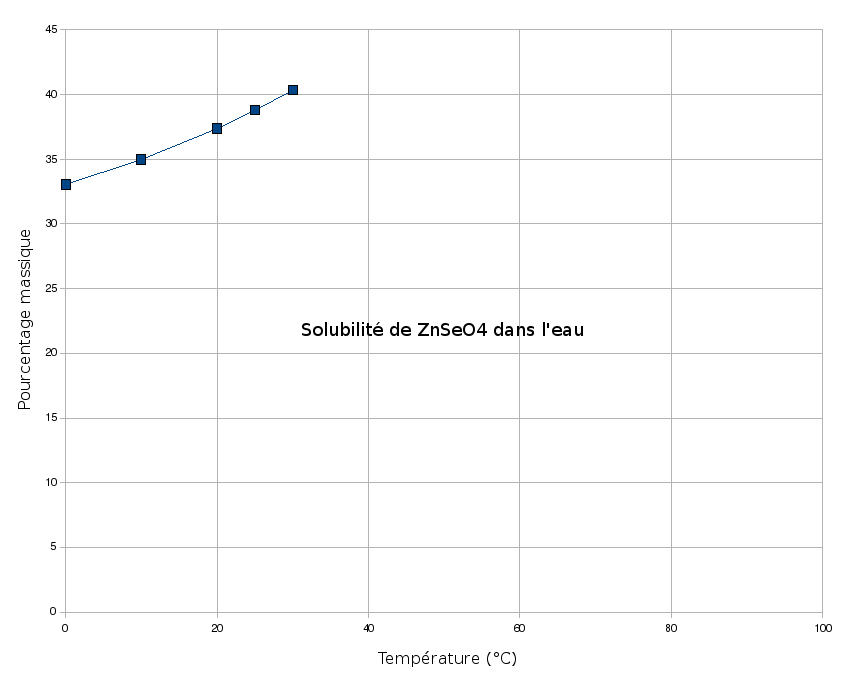
Solubilité dans l'eau